# Rhamphomyia parvicellutata
Rhamphomyia parvicellutata är en tvåvingeart som beskrevs av Frey 1922. Rhamphomyia parvicellutata ingår i släktet Rhamphomyia och familjen dansflugor. Inga underarter finns listade i Catalogue of Life.